# Копыльский район
Ко́пыльский район (бел. Капыльскі раён) — административная единица на юго-западе Минской области Республики Беларусь. Административный центр — город Копыль.
Численность населения — 26 067 человек (на 1 января 2025 года).

## Геральдика
Герб утверждён решением Копыльского районного исполнительного комитета от 26 января 2000 года № 1, флаг — от 27 января 2009 года № 72. Герб зарегистрирован в Гербовом матрикуле Республики Беларусь 28 февраля 2000 года № 40.
Флаг учреждён Указом Президента Республики Беларусь от 1 декабря 2011 года № 564 и зарегистрирован в Государственном геральдическом регистре Республики Беларусь 5 декабря 2011 года № Б-207.

## История
Район образован 17 июля 1924 года в границах Слуцкого округа из волостей Гресской, Вызнянской, Киявицкой, Ленинской, Патейковской, Пуковской, Тимковичской, Теледавитской, Чаплитской Слуцкого уезда, части Слободо-Пырошовской волости Игуменского уезда Минской губернии. Центр — местечко Копыль (с 27 сентября 1938 года — городской посёлок, с 29 апреля 1944 года — город). 20 августа 1924 года район был разделён на 15 сельсоветов. После упразднения Слуцкого округа в 1927 году район вошёл в состав Минского округа, после его упразднения в 1930 году — в прямом республиканском подчинении. В 1938 году район был включён в составе Минской области. До конца 1929 года работали 12 колхозов (более 4 000 га сельхозугодий), в 1931 году — 46 колхозов (816 хозяйств), а также Копыльская, Заболотская, Чижевичская, Тимковичская МТС. В районе действовал маслосырный завод, винный завод, торфяной и спиртной завод, гончарный завод, электростанция и райпромкомбинат. Количество постоянных и сезонных рабочих составляла 3 389 человек на 1931 год. С 1 мая 1930 года начала издаваться районная газета «Колхозник Копыльщины». В предвоенное время в районе 14 991 двор и 68 380 жителей.
8 июля 1931 года в результате упразднения Гресского района в состав Копыльского района были переданы 4 сельсовета (Грозовский, Пуковский, Старицкий, Трухановичский), но 12 февраля 1935 года Гресский район был создан повторно, и эти сельсоветы были переданы ему.
В Великую Отечественную войну с 27 июня 1941 года был оккупирован немецко-фашистскими захватчиками. В Копыле и крупнейших населённых пунктах района созданы немецкие гарнизоны и волосатые управы. Партизанской борьбой и подпольем на оккупированной территории руководили райком КП(б)Б Слуцкой зоны (август 1942 — март 1943), подпольные райкомы КП(б)П и ЛКСМБ (7 марта 1943—1 июля 1944). С января 1943 года издавалась межрайонная подпольная газета «Патриот Родины» — орган межрайкома КП(б) Б Слуцкой зоны, а с 12 июля 1943 года — «Колхозник Копыльщины». Зимой 1942 года действовала партизанская 27-я бригада имени Чкалова, 300-я имени Ворошилова, 225-я имени Суворова, 95-я имени Фрунзе, 200-я имени Рокоссовского, 12-я кавалерийская имени Сталина, 32-я имени Калинина, особые отряды, в том числе «Боевой» имени Дунаева. Во время оккупации фашистские оккупанты и их приспешники с литовского полицейского батальона уничтожили в районе 3 109 дворов, убили 6 976 мирных жителей (в том числе в Копыле — 2 915), в Германию в качестве остарбайтеров вывезены 749 жителей, разграблены 106 колхозов, 4 машинно-тракторные станции, уничтожены 28 деревень, 114 промышленных предприятий, 895 общественных зданий. В феврале 1943 года деревня Масявичи сожжена вместе с жителями. На фронте, в партизанской борьбе и подполье погибли около 5 тысяч жителей (4562 человека на фронтах, 334 человека в партизанских отрядах и подполье). Район освобождён 1 июля 1944 года войсками конно-механизированного корпуса (командующий генерал-лейтенант Исса Плиев) 28-й армии 1-го Белорусского фронта, под командованием Александра Лучинского в ходе Минской операции.
С 20 сентября 1944 года Копыльский район в составе Бобруйской области, с 8 января 1954 года — в составе Минской. В 1971 году в районе 62,1 тысяч жителей. Работали 25 колхозов, 6 совхозов, племзавод, 22 средние школы, школа-интернат, спецшкола-интернат, 18 базовых и 89 начальных школ, 16 детских дошкольных учреждений, 70 общественных библиотек, 88 клубов, 80 киноустановок, 10 больниц, 25 фельдшерско-акушерских пунктов. Издавалась газета «Слава труду».
17 декабря 1956 года в результате упразднения Гресского района в состав Копыльского района переданы 2 сельсовета (Грозовский и Пуковский), 8 августа 1959 года — 4 сельсовета (Бучатинский, Жилиховский, Семежевский, Смошинский) упразднённого Краснослободского района.
20 октября 1995 года административные единицы Копыльский район и город Копыль, имеющие общий административный центр, объединены в одну административную единицу — Копыльский район.
13 марта 2020 года на сессии Копыльского районного Совета депутатов принято решение об утверждении официального природного символа Копыльского района — Ласточка деревенская.

## Административное устройство

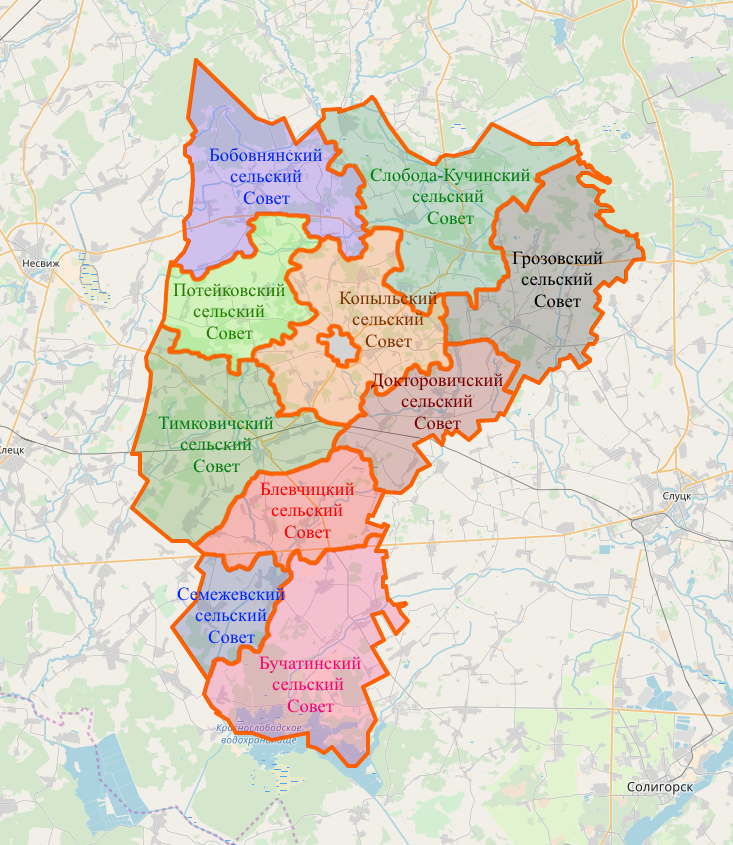
Административно-территориальное деление Копыльского района (на 2013 год)

Копыльский район разделён на 10 сельсоветов и один город районного подчинения — Копыль. Копыльский район включает в себя 211 сельских населённых пунктов, из которых 10 — не имеют населения.
28 июня 2013 года упразднены административно-территориальные единицы — Братковский, Великораевский, Комсомольский сельсоветы. Населённые пункты упразднённых сельсоветов переданы Грозовскому и Тимковичскому сельсоветам.
Ниже представлен список действующих сельских Советов и городских Советов:
| №   | Наименование      | Административный центр | Население (чел., 2018) | Число хозяйств | Количество населённых пунктов |
| --- | ----------------- | ---------------------- | ---------------------- | -------------- | ----------------------------- |
| 1.  | Блевчицкий        | агр. Быстрица          | 2 037                  | 869            | 15                            |
| 2.  | Бобовнянский      | д. Бобовня             | 2 183                  | 1 012          | 32                            |
| 3.  | Бучатинский       | д. Бучатино            | 1 738                  | 812            | 18                            |
| 4.  | Грозовский        | агр. Грозово           | 2 362                  | 1 048          | 34                            |
| 5.  | Докторовичский    | агр. Новые Докторовичи | 1 568                  | 801            | 18                            |
| 6.  | Копыльский        | г. Копыль              | 2 339                  | 1 081          | 20                            |
| 7.  | Потейковский      | агр. Потейки           | 1 176                  | 543            | 16                            |
| 8.  | Семежевский       | агр. Семежево          | 1 378                  | 627            | 5                             |
| 9.  | Слобода-Кучинский | д. Слобода-Кучинка     | 1 859                  | 794            | 20                            |
| 10. | Тимковичский      | агр. Тимковичи         | 3 349                  | 1 592          | 30                            |
| 11. | г. Копыль         | —                      | 9 489                  | —              | 1                             |

## Географическая характеристика
Площадь 1600 км². Район граничит с Солигорским, Слуцким, Столбцовским, Несвижским, Узденским и Клецким районами Минской области.
Под водой в районе занято 5556 га, в том числе реки и ручьи — 220 га, пруды и водохранилища — 3990 га, каналы — 1330 га.
На территории района имеется 28 малых рек и проходит рыбопропускной канал.
Наиболее крупными реками района являются (протяжённость от 7 до 38 км) Выня, Морочь (на юге), Турья, Локнея, Томашевка, Чайка, Мажа, Лоша, Ужанка, Барановка. Протяжённость остальных рек от 2 до 1 км. В основном реки района спрямлены и только 20 % имеют естественные русла. На севере района протекает р. Неман (её протяжённость в границах района 4 км) с притоками Лоша, Турья, Барановка. На реке Морочь имеется Красно-Слободское водохранилище площадью 1679 га и рыбхоз — 1809 га. По малым рекам района выделены водоохранные зоны (100—500 м) на площади 34 399 га. Площадь прибрежных полос малых рек (25-100 м) — 1759 га.
Имеется 35 прудов площадью от 1,6 до 31,8 га. Все они являются русловыми и построены для целей водоурегулирования, орошения.
18,1 % территории района покрыто лесом. Памятники природы республиканского значения — каштан восьмиконечный, 6 клёнов лжеплатановых (д. Бобовня), дуб терещатый (д. Грозово), 2 пихты калифорнийские (д. Чижевичи).

## Демография
Численность населения — 26 067 человек (на 1 января 2025 года), в том числе городское (Копыль) — 9 887 человек, сельское — 16 180 человек.
На 1 января 2023 года 10 087 человек из 26 785 проживали в городских условиях.
В 2018 году 17,1 % населения района было в возрасте моложе трудоспособного, 49,8 % — в трудоспособном, 33,1 % — старше трудоспособного. Ежегодно в Копыльском районе рождается 280—360 детей и умирает 600—850 человек. Коэффициент рождаемости — 10,1 на 1000 человек в 2017 году, коэффициент смертности — 21,7 (самый высокий в Минской области). Наблюдается естественная убыль населения, и ежегодно численность населения уменьшается на 240—500 человек по естественным причинам (в 2017 году — −325 человек, или −11,6 на 1000 человек). Убыль населения по естественным причинам одна из самых высоких в Минской области (больше только в Мядельском районе). В 2017 году в Копыльском районе было заключено 140 браков (5 на 1000 человек) и 81 развод (2,9); уровень браков самый низкий в Минской области.
| Численность населения (по годам) | Численность населения (по годам) | Численность населения (по годам) | Численность населения (по годам) | Численность населения (по годам) | Численность населения (по годам) | Численность населения (по годам) | Численность населения (по годам) | Численность населения (по годам) | Численность населения (по годам) |
| 1996                             | 1999 (перепись)                  | 2001                             | 2002                             | 2003                             | 2004                             | 2005                             | 2006                             | 2007                             | 2008                             |
| -------------------------------- | -------------------------------- | -------------------------------- | -------------------------------- | -------------------------------- | -------------------------------- | -------------------------------- | -------------------------------- | -------------------------------- | -------------------------------- |
| 44 000                           | 42 482                           | ▼41 197                          | ▼40 222                          | ▼39 299                          | ▼38 342                          | ▼37 264                          | ▼36 223                          | ▼35 307                          | ▼34 334                          |
| 2009 (перепись)                  | 2010                             | 2011                             | 2012                             | 2013                             | 2014                             | 2015                             | 2016                             | 2017                             | 2018                             |
| ▼32 818                          | ▼32 649                          | ▼31 791                          | ▼31 012                          | ▼30 384                          | ▼29 734                          | ▼29 062                          | ▼28 663                          | ▼28 231                          | ▼27 901                          |
| 2019 (перепись)                  | 2020                             | 2021                             | 2022                             | 2023                             | 2024                             | 2025                             | 2026                             |                                  |                                  |
| ▼28 799                          |                                  |                                  |                                  | ▼26 785                          | 26 300                           | ▼26 067                          |                                  |                                  |                                  |

| Национальный состав по переписи 2019 года | Национальный состав по переписи 2019 года | Национальный состав по переписи 2019 года | Национальный состав по переписи 2019 года | Национальный состав по переписи 2019 года | Национальный состав по переписи 2019 года | Национальный состав по переписи 2019 года | Национальный состав по переписи 2019 года | Национальный состав по переписи 2019 года | Национальный состав по переписи 2019 года | Национальный состав по переписи 2019 года | Национальный состав по переписи 2019 года | Национальный состав по переписи 2019 года | Национальный состав по переписи 2019 года | Национальный состав по переписи 2019 года | Национальный состав по переписи 2019 года | Национальный состав по переписи 2019 года |
| ----------------------------------------- | ----------------------------------------- | ----------------------------------------- | ----------------------------------------- | ----------------------------------------- | ----------------------------------------- | ----------------------------------------- | ----------------------------------------- | ----------------------------------------- | ----------------------------------------- | ----------------------------------------- | ----------------------------------------- | ----------------------------------------- | ----------------------------------------- | ----------------------------------------- | ----------------------------------------- | ----------------------------------------- |
|                                           | белорусы                                  | белорусы                                  | русские                                   | русские                                   | украинцы                                  | украинцы                                  | поляки                                    | поляки                                    |                                           |                                           |                                           |                                           |                                           |                                           |                                           |                                           |
| Всего                                     | 26 259                                    | 94,85 %                                   | 915                                       | 3,18 %                                    | 231                                       | 0,8 %                                     | 90                                        | 0,31 %                                    |                                           |                                           |                                           |                                           |                                           |                                           |                                           |                                           |
| Национальный состав по переписи 2009 года |                                           |                                           |                                           |                                           |                                           |                                           |                                           |                                           |                                           |                                           |                                           |                                           |                                           |                                           |                                           |                                           |
|                                           | белорусы                                  | белорусы                                  | русские                                   | русские                                   | украинцы                                  | украинцы                                  | поляки                                    | поляки                                    | цыгане                                    | цыгане                                    | молдаване                                 | молдаване                                 | армяне                                    | армяне                                    | татары                                    | татары                                    |
| Всего                                     | 31 333                                    | 95,48 %                                   | 1041                                      | 3,17 %                                    | 197                                       | 0,6 %                                     | 71                                        | 0,22 %                                    | 36                                        | 0,11 %                                    | 21                                        | 0,06 %                                    | 16                                        | 0,18 %                                    | 15                                        | 0,05 %                                    |
| Национальный состав по переписи 1939 года |                                           |                                           |                                           |                                           |                                           |                                           |                                           |                                           |                                           |                                           |                                           |                                           |                                           |                                           |                                           |                                           |
|                                           | белорусы                                  | белорусы                                  | евреи                                     | евреи                                     | русские                                   | русские                                   | поляки                                    | поляки                                    | украинцы                                  | украинцы                                  | Прочие                                    | Прочие                                    |                                           |                                           |                                           |                                           |
| Всего                                     | 52 181                                    | 88,4 %                                    | 2648                                      | 4,5 %                                     | 2269                                      | 3,8 %                                     | 811                                       | 1,4 %                                     | 762                                       | 1,3 %                                     | 346                                       | 0,6 %                                     |                                           |                                           |                                           |                                           |

|                                               | 2010  | 2011  | 2012  | 2013  | 2014  | 2015 | 2016  | 2017  |
| --------------------------------------------- | ----- | ----- | ----- | ----- | ----- | ---- | ----- | ----- |
| Рождаемость (на 1000 человек)                 | 10,6  | 10,2  | 10,7  | 11,5  | 10,5  | 12,5 | 10,7  | 10,1  |
| Смертность (на 1000 человек)                  | 26,5  | 22,9  | 23,6  | 23,2  | 22,1  | 20,8 | 21,5  | 21,7  |
| Естественный прирост (на 1000 человек)        | -15,9 | -12,7 | -12,9 | -11,7 | -11,6 | -8,3 | -10,8 | -11,6 |
| Естественный прирост (в абсолютном выражении) | -511  | …     | …     | -351  | -341  | -238 | -310  | -325  |
| Миграционный прирост (в абсолютном выражении) | -347  | …     | …     | -299  | -331  | -161 | -122  | -5    |

## Экономика
Выручка от реализации продукции, товаров, работ, услуг за 2017 год составила 251,7 млн рублей (около 126 млн долларов), в том числе 160,2 млн рублей пришлось на сельское, лесное и рыбное хозяйство, 29 млн на промышленность, 9,8 млн на строительство, 44,9 млн на торговлю и ремонт, 7,8 млн на прочие виды экономической деятельности.

### Сельское хозяйство
В 2001 году сельскохозяйственном комплексе района — 3 закрытых акционерских общества, 2 коллективных совместных предприятия, 5 совхозов, 19 колхозов, акционерское межколхозное предприятие по производству свинины «Копыльское», «Сельхозтехника», «Сельхозхимия», сельхозугодья на 2006 год занимают 72 % территории района.
В районе функционируют 36 крестьянских (фермерских) хозяйств. Хозяйства района специализируются на производстве молока, мяса, зерна, картофеля, сахарной свёклы, рапса.
В 2017 году сельскохозяйственные организации района собрали 126,8 тыс. т зерновых и зернобобовых культур при урожайности 33,9 ц/га (средняя по области — 35 ц/га), 791 т льноволокна при урожайности 6,3 ц/га (средняя по области — 7,8 ц/га), 291,8 тыс. т сахарной свёклы при урожайности 447 ц/га (средняя по области — 522 ц/га). По валовому сбору сахарной свёклы Копыльский район занимает третье место в Минской области после соседних Несвижского и Слуцкого, по сбору зерновых — четвёртое. Под зерновые культуры в 2017 году было засеяно 37,4 тыс. га пахотных площадей, под лён — 1,3 тыс. га, под сахарную свёклу — 6,5 тыс. га, под кормовые культуры — 28,8 тыс. га. В 2017 году сельскохозяйственные организации района реализовали 8 тыс. т мяса скота и птицы и произвели 98,2 тыс. т молока (средний удой — 4498 кг). На 1 января 2018 года в сельскохозяйственных организациях района содержалось 63,2 тыс. голов крупного рогатого скота, в том числе 22 тыс. коров.
| Валовой сбор зерновых и зернобобовых, т:                                                                                       | Валовой сбор сахарной свёклы, т:                                                                                               | Производство молока, т: |
| График не отображается по техническим причинам. Чтобы исправить это, воспроизведите график в новом формате, если это возможно. | График не отображается по техническим причинам. Чтобы исправить это, воспроизведите график в новом формате, если это возможно. | График не отображается по техническим причинам. Чтобы исправить это, воспроизведите график в новом формате, если это возможно. |

### Промышленность
Крупнейшие промышленные предприятия района расположены в Копыле:
- Копыльский филиал ОАО «Слуцкий сыродельный комбинат»;
- ПУП «Копыльский кооппром» (производство хлебобулочных и кондитерских изделий, мясных полуфабрикатов, рыбных изделий, а также гвоздей проволочных и проволочной сетки)[39].

В Тимковичах действует СООО «БетонБокс». Кроме того, ДРСУ № 124 (филиал КУП «Минскоблдорстрой») и ПМК № 11 (филиал ОАО «Солигорскводстрой») производят некоторые виды стройматериалов. СООО «Копыльское производство строительных систем» в 2018 году признано банкротом.

## Инфраструктура

### Транспорт
Через район проходят железная дорога «Осиповичи—Слуцк—Барановичи», автомобильные дороги на Слуцк (Р43), Узду (Р61), Несвиж (Р107), Клецк, Дзержинский район.

### Социальная инфраструктура
В Копыльском районе действует государственный колледж (ранее—сельскохозяйственный профессионально-технический лицей), гимназия, 21 средняя, 4 базовые, 3 начальные школы, центр коррекционно-развивающего обучения и реабилитации, 28 детских дошкольных учреждений, 31 клуб, 22 киностудии, 41 библиотека, 6 больниц, специальный дом-интернат для пожилых людей и инвалидов, 3 амбулатории, 25 фельдшерско-акушерских пункта.
В 2017/2018 учебном году в районе действовало 26 учреждений дошкольного образования, которые обслуживали 1003 ребёнка, и 23 учреждения общего среднего образования, в которых обучалось 2902 ребёнка. Учебный процесс обеспечивало 527 учителей.
Зоны отдыха местного значения — Рудники, Островок. Работают краеведческий музей, музей «Спадчына» и другие.

### Здравоохранение
В 2016 году в организациях Министерства здравоохранения Республики Беларусь, расположенных на территории района, работало 63 практикующих врача (22,3 на 10 тысяч человек) и 329 средних медицинских работников (116,5 на 10 тысяч человек). В больницах насчитывалось 259 коек (91,7 на 10 тысяч человек).

## Культура

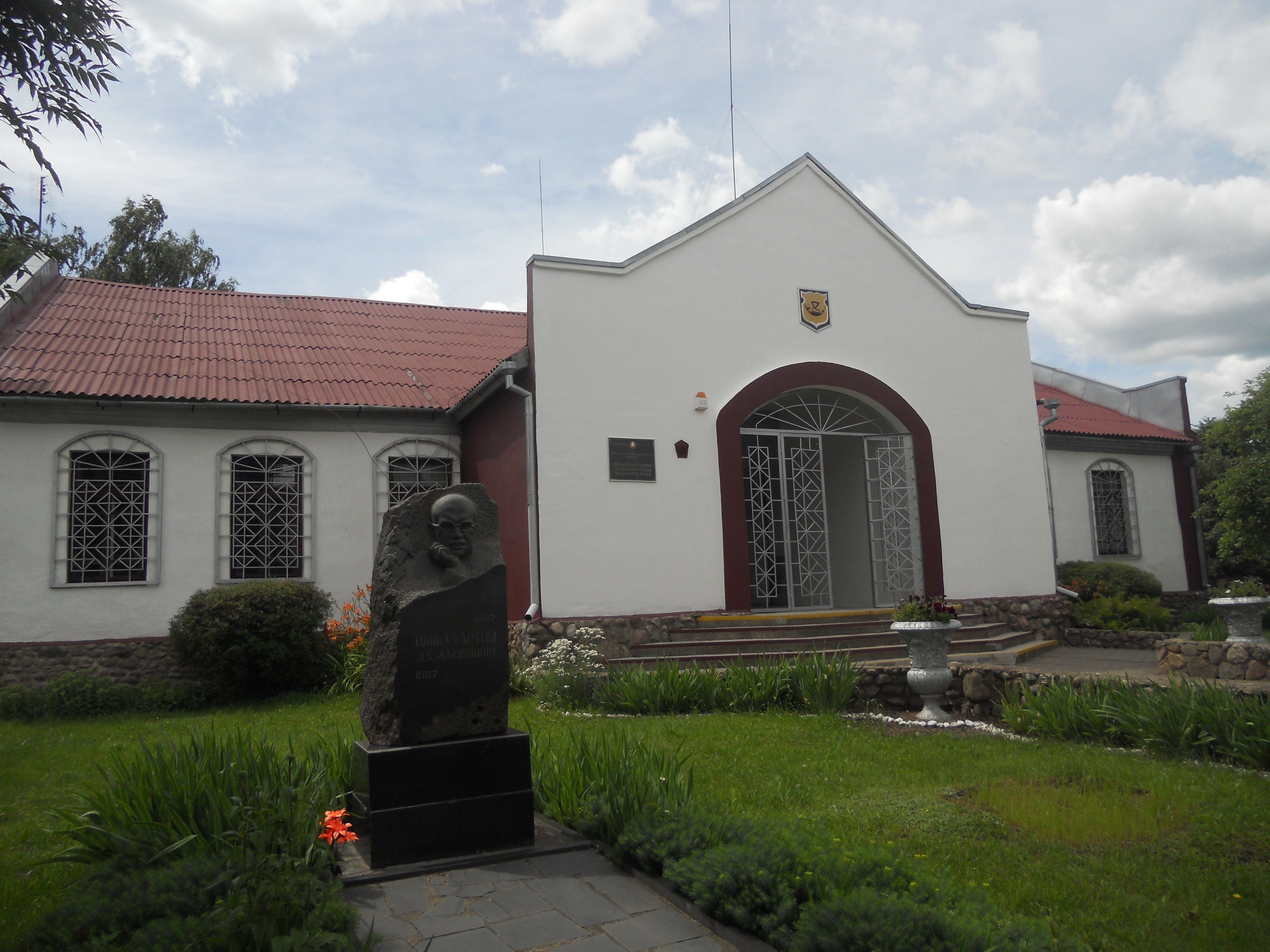
Копыльский районный краеведческий музей

В 2017 году публичные библиотеки района посетили 15,7 тыс. человек, которым было выдано 333,3 тыс. экземпляров книг и журналов. В 2017 году в районе действовало 22 клуба.
В Копыле действует Копыльский районный краеведческий музей с 22,9 тыс. музейных предметов основного фонда. В 2016 году его посетили 12,4 тыс. человек.
На территории района расположены филиалы Копыльского районного краеведческого музея
- Дом-музей Героя Беларуси академика М. С. Высоцкого в аг. Семежево

- Музей этнографии и быта конца ХІХ — начала XX веков в д. Велешино-1

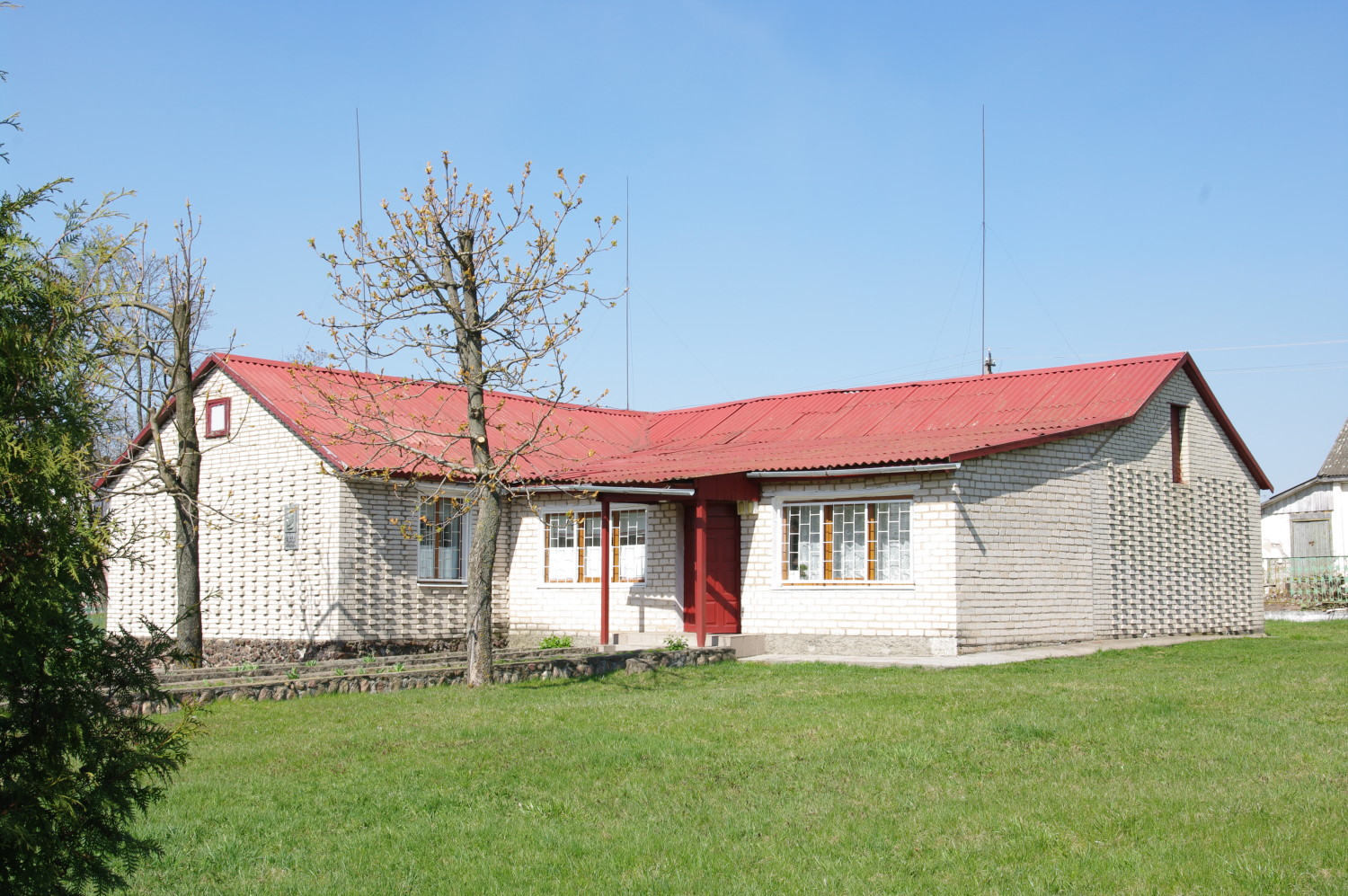
Литературный музей Кузьмы Чорного в Тимковичи

В аг. Тимковичи расположены Литературный музей Кузьмы Чорного — филиал учреждения «Государственный музей истории белорусской литературы», Музей воинской славы «Музей 17-га Чырвонасцяжнага Цімкавіцкага пагранічнага атрада» ГУО «Тимковичская средняя школа имени Кузьмы Чорного», Тимковичский народный театр.
В 2012 году техника закладного ткачества красно-белых рушников из Семежево внесена в государственный список историко-культурных ценностей.

## События и мероприятия
- Литературно-музыкальный праздник «Цімкавіцкія вытокі» в аг. Тимковичи[48]

- Агрогородок Семежево известен своим праздником «Цари Коледы», включённым в Список нематериального культурного наследия человечества.

## Достопримечательность

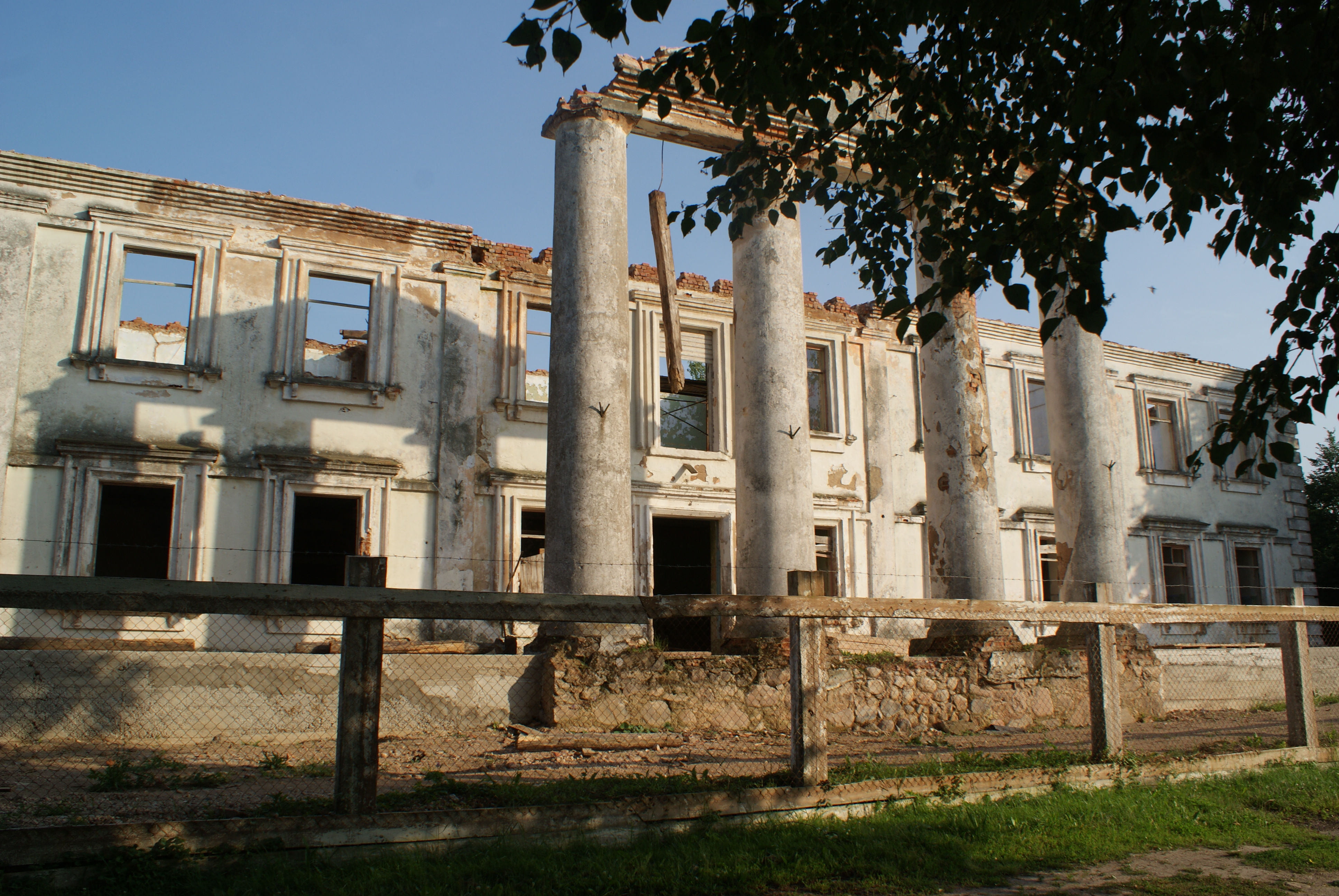
Усадебный дом Мержеевских в Грозово

- Троицкая церковь в дер. Телядовичи
- Усадьба Мержеевских в Грозово (XIX в.)
- Спасо-Вознесенская церковь в Копыле
- Церкви в деревнях Васильчицы, Карачевщина, Киевичи, Комсичи, Лешня
- Мемориальная часовня (XIX в.) в Тимковичах
- Гидрологические заказники местного значения: Волка, Морочанский
- Старинные парки: Бобовня, Тимковичи
- Усадебно-парковый комплекс в Кокоричи
- Фрагменты комплекса бывшей усадьбы «Мокраны»: руины молочного завода, руины часовни, руины церкви, водоём, фрагменты аллеи и посадок парка в д. Красная Дуброва —  Историко-культурная ценность Республики Беларусь, шифр 613Г000183.

### Памятник природы, заказник
- Зоологический заказник Ракитник

## Дегтянский клад
Дегтянский клад был найден в 1957 году в деревне Дегтяны. Сокрыт был вероятно около 1050 года. В глиняном сосуде хранились серебряные ювелирные изделия и монеты общим весом 7 кг. Сохранились 21 целое и фрагментированное изделие и 320 монет ― денарии Чехии (123), Венгрии (3), Германии (165) Англии (10), Дании (1), не определённые денарии (4), подражания германским (9) и английским (3) денариям. Хранится в Национальном музее Беларуси.

## Известные уроженцы
11 уроженцев Копыльского района удостоены звания Героя Советского Союза, 12 — Героя Социалистического труда, 1 — Героя Беларуси (Михаил Высоцкий).
Копыльщина — родина более 50 писателей, среди которых Тишка Гартный, Кузьма Чорный, Анатоль Астрейко, Адам Русак, Алесь Адамович, Степан Александрович и другие.